# Jill Clayburgh
Jill Clayburgh (Nueva York, 30 de abril de 1944 - Lakeville, Connecticut, 5 de noviembre de 2010) fue una actriz estadounidense. Galardonada como la mejor actriz en el Festival de Cine de Cannes 1978, por su papel en Una mujer descasada. Candidata al Premio Oscar en dos ocasiones, por sus papeles en Una mujer descasada  y Comenzar de nuevo (1979). Apareció en películas como El expreso de Chicago, La luna o Vidas distantes.

## Trayectoria
Fue a las mejores escuelas gracias a la buena situación económica de su familia. En una de ellas tomó la decisión de ser actriz. Estudió y aprendió a actuar en el famoso Charles Street Repertory Theater de Boston y se trasladó nuevamente a Nueva York a finales de la década de 1960, donde actuó en varias obras teatrales en Broadway.
En 1970 Clayburgh comenzó su carrera cinematográfica con papeles menores, pero ya en 1972 consiguió su primer papel importante. Unos años más tarde, en 1978, se convirtió en una famosa actriz gracias a su interpretación en Una mujer descasada, por la cual obtuvo una nominación al Premio Oscar. En 1979 fue nominada al Oscar nuevamente, por su actuación en Starting Over (Comenzar de nuevo). Después de un nuevo éxito en 1982 su carrera en el cine declinó debido a que no recibía ofertas adecuadas.
Desde entonces ha aparecido en películas de bajo presupuesto, pero ha trabajado intensamente y con éxito en películas y miniseries para la televisión. También ha seguido actuando asiduamente en el teatro, medio en el que ha tenido siempre un sólido reconocimiento del público y de la crítica. Sus dotes en la interpretación las demostró en la película Running with scissors (Recortes de mi vida).
Clayburgh fue compañera sentimental de Al Pacino durante cinco años. En 1979 se casó con David Rabe y tuvo dos hijos.
Falleció a la edad de 66 años por leucemia en su hogar de Salisbury, Connecticut.

### Filmografía
La boda de mi mejor amiga (2011)
- Amor y otras drogas (2006)
- Recortes de mi vida (Running with scissors) (2006)
- Falling (2001)
- Never Again (2001)
- Fools Rush In (1997)
- Going All the Way (1997)
- Naked in New York (1993)
- Rich in Love (1993)
- Day of Atonement (1992)
- Whispers in the Dark (1992)
- Pretty Hattie's Baby (1991)
- Beyond the Ocean (1990)
- Shy People (1987)
- Where Are the Children? (1986)
- Hanna K. (1983)
- I'm Dancing as Fast as I Can (1982)
- First Monday in October (1981)
- It's My Turn (1980)
- La luna (1979)
- Comenzar de nuevo (1979)
- Una mujer descasada (1978)
- Semi-Tough (1977)
- El expreso de Chicago (1976)
- Gable and Lombard (1976)
- The Terminal Man (1974)
- The Thief Who Came to Dinner (1973)
- Portnoy's Complaint (1972)

## Premios y reconocimientos
Premios Óscar
| Año  | Categoría    | Película            | Resultado |
| ---- | ------------ | ------------------- | --------- |
| 1979 | Mejor actriz | Una mujer descasada | Nominada  |
| 1980 | Mejor actriz | Comenzar de nuevo   | Nominada  |

Festival Internacional de Cine de Cannes
| Año  | Categoría    | Película            | Resultado |
| ---- | ------------ | ------------------- | --------- |
| 1978 | Mejor Actriz | Una mujer descasada | Ganadora  |